# غاي لان
غاي لان، أو كاي لان، أو البروكلي الصيني، أو الكيل الصيني (الاسم العلمي: Brassica oleracea var. alboglabra) هو نبات ورقي يتميز بأوراقه العريضة المسطحة ذات اللون الأخضر المزرق اللامع، وسيقانه السميكة، ونوراته التي تشبه البروكلي ولكنها أصغر بكثير. يُعد غاي لان أحد أصناف Brassica oleracea ويصنف ضمن المجموعة alboglabra (من اللاتينية: albus وتعني "أبيض"، وglabrus وتعني "خالٍ من الشعر"). عندما يزهر النبات، تكون أزهاره البيضاء مشابهة لتلك الخاصة بقريبه Matthiola incana المعروف باسم "الهواري ستوك". يتميز طعمه بكونه مشابهًا جدًا للبروكلي، ولكنه أكثر قوة وقليل المرارة.

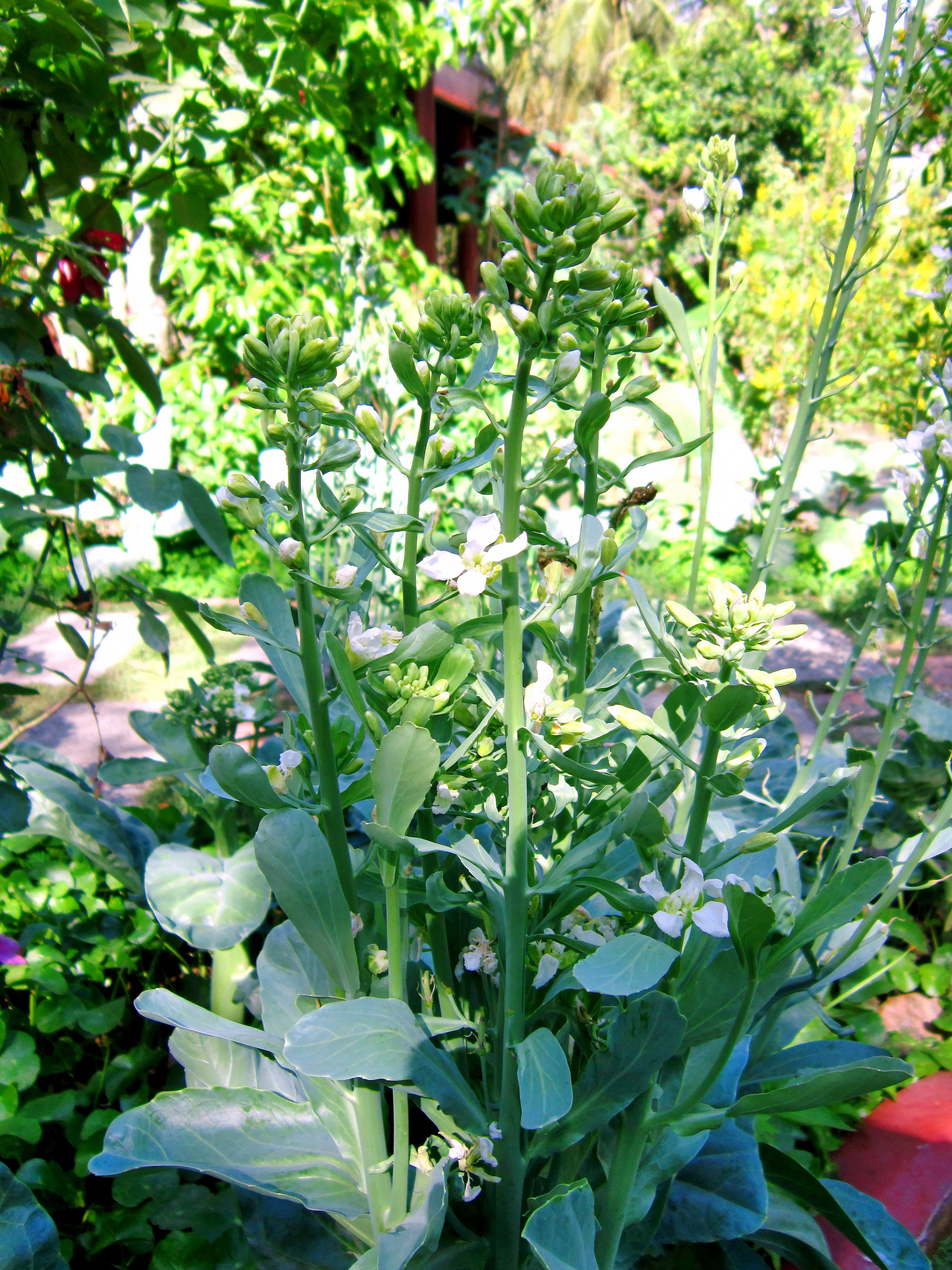
نبات الغاي لان ينمو في حديقة الخضروات

## الزراعة
غاي لان هو محصول موسم بارد ينمو بشكل أفضل في درجات حرارة تتراوح بين 18 و28 درجة مئوية (64 إلى 82 درجة فهرنهايت). يتميز بقدرته على تحمل درجات حرارة الصيف المرتفعة بشكل أفضل من نباتات الكرنب الأخرى مثل البروكلي أو الملفوف. يتم حصاد غاي لان بعد حوالي 60-70 يومًا من الزراعة، وقبل أن تبدأ الأزهار في التفتح. قد تصبح السيقان خشنة وقاسية عندما يبدأ النبات في الإزهار.
عادةً ما يتم حصاده للسوق عندما يصل طوله إلى 15-20 سم (6-8 بوصات)، ولكن يمكن أيضًا إنتاجه على شكل "غاي لان الصغير". يتم زراعة النسخة "الصغيرة" من خلال تكثيف الشتلات والتسميد السخي، وهي تشبه براعم بروكسل ولكنها ذات طيات أكثر تفتحًا.

## أنواع هجينة
البروكوليني هو هجين بين البروكلي والغاي لان.

## الاستخدامات

### الطبخ
تُستخدم سيقان وأوراق غاي لان بشكل واسع في المطبخ الصيني؛ وتشمل التحضيرات الشائعة غاي لان المقليمع الزنجبيل والثوم، أو المغلي أو المطهو على البخار ويُقدم مع صلصة المحار. كما يُستخدم بشكل شائع في المطبخ الفيتنامي، والبورمي، والتايلاندي. في المطبخ الصيني، يرتبط غاي لان غالبًا بمطاعم الديم سوم.

في الطعام الصيني الأمريكي (مثل لحم البقر والبروكلي )، كان يتم استبدال الغاي لان بالبروكلي في كثير من الأحيان عندما لم يكن الغاي لان متاحًا.

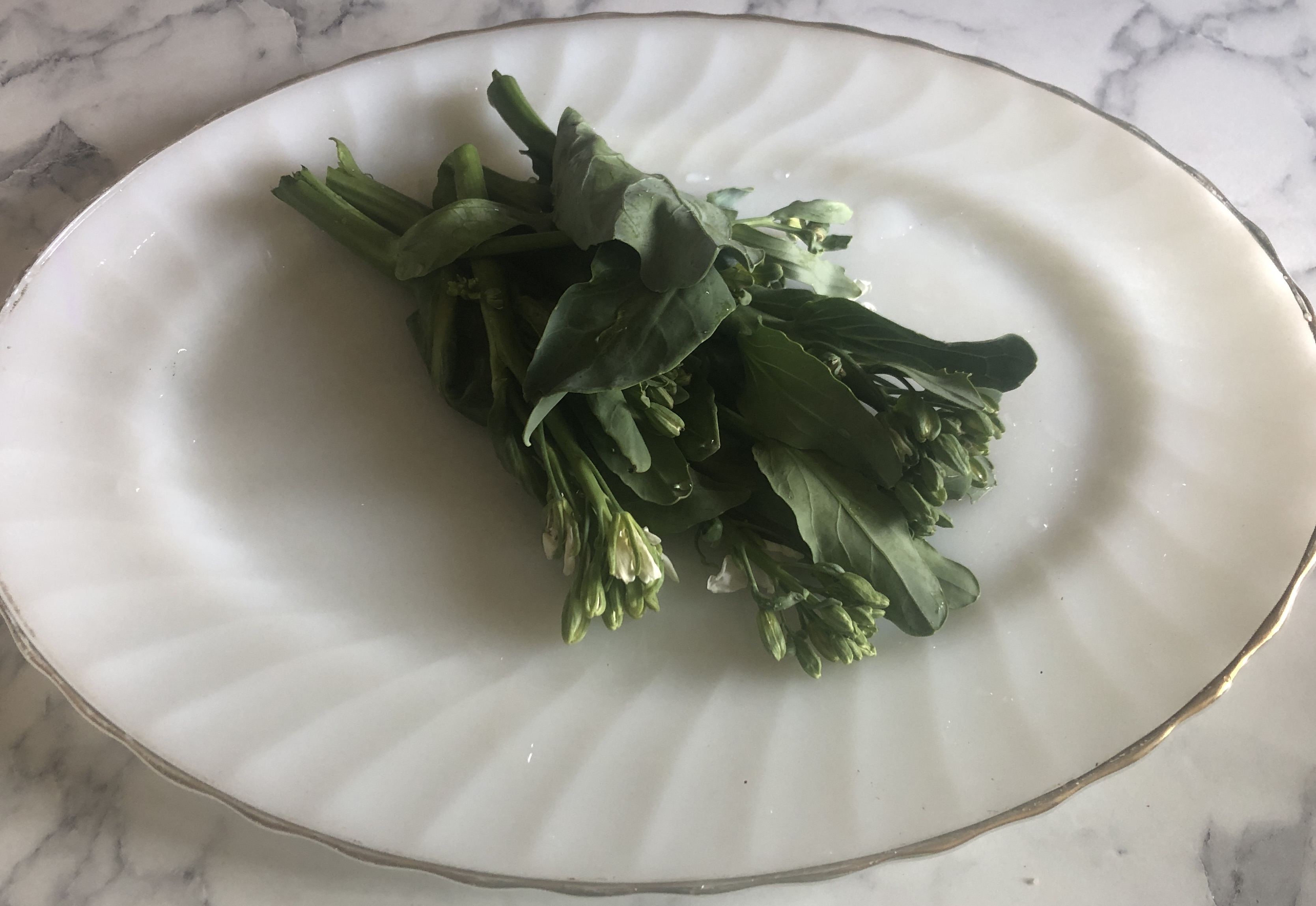
غاي لان تم تقطيعه وإعداده للطهي.
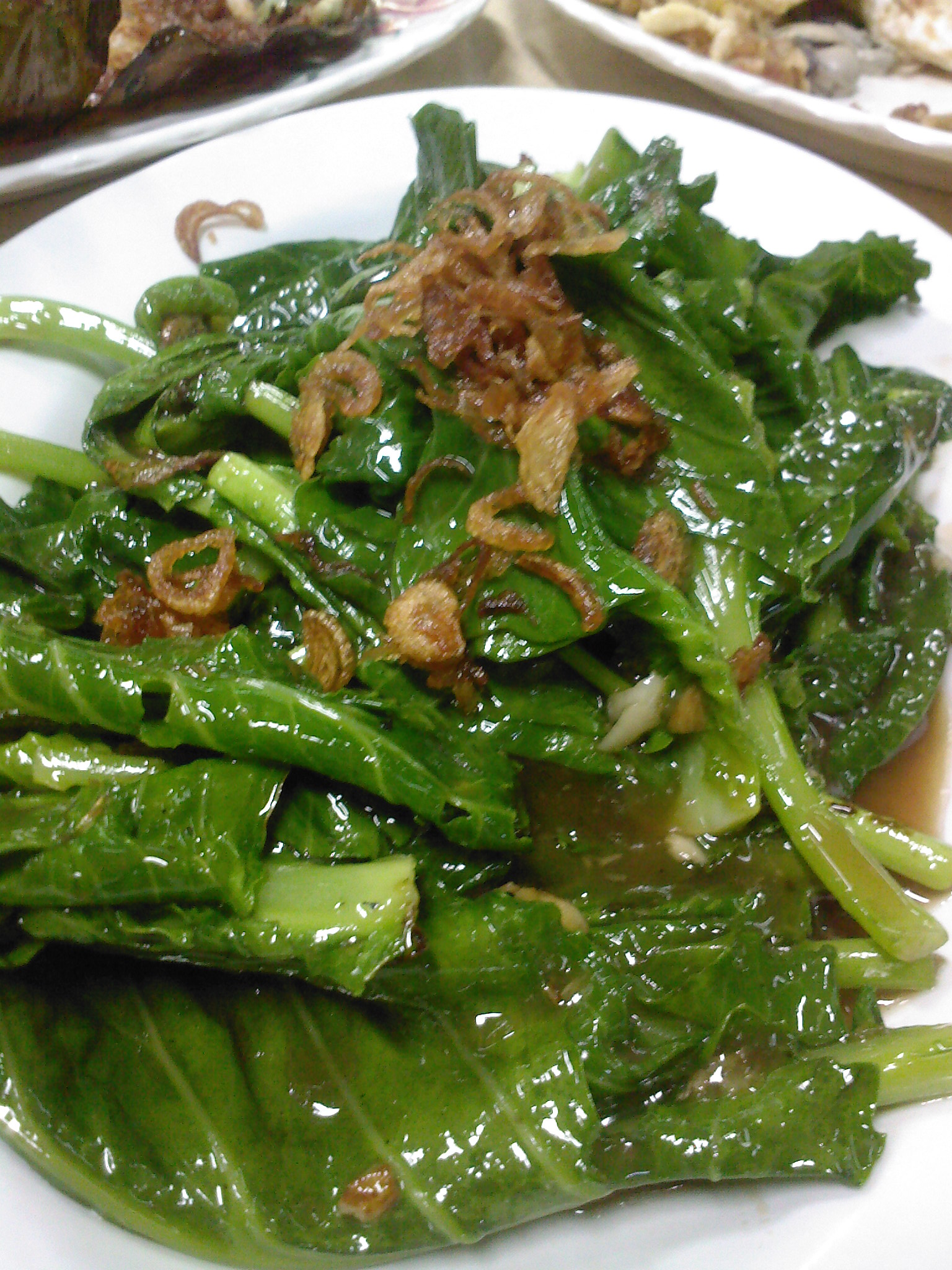
بيبي غاي لان يقدم على الطريقة الكانتونية .
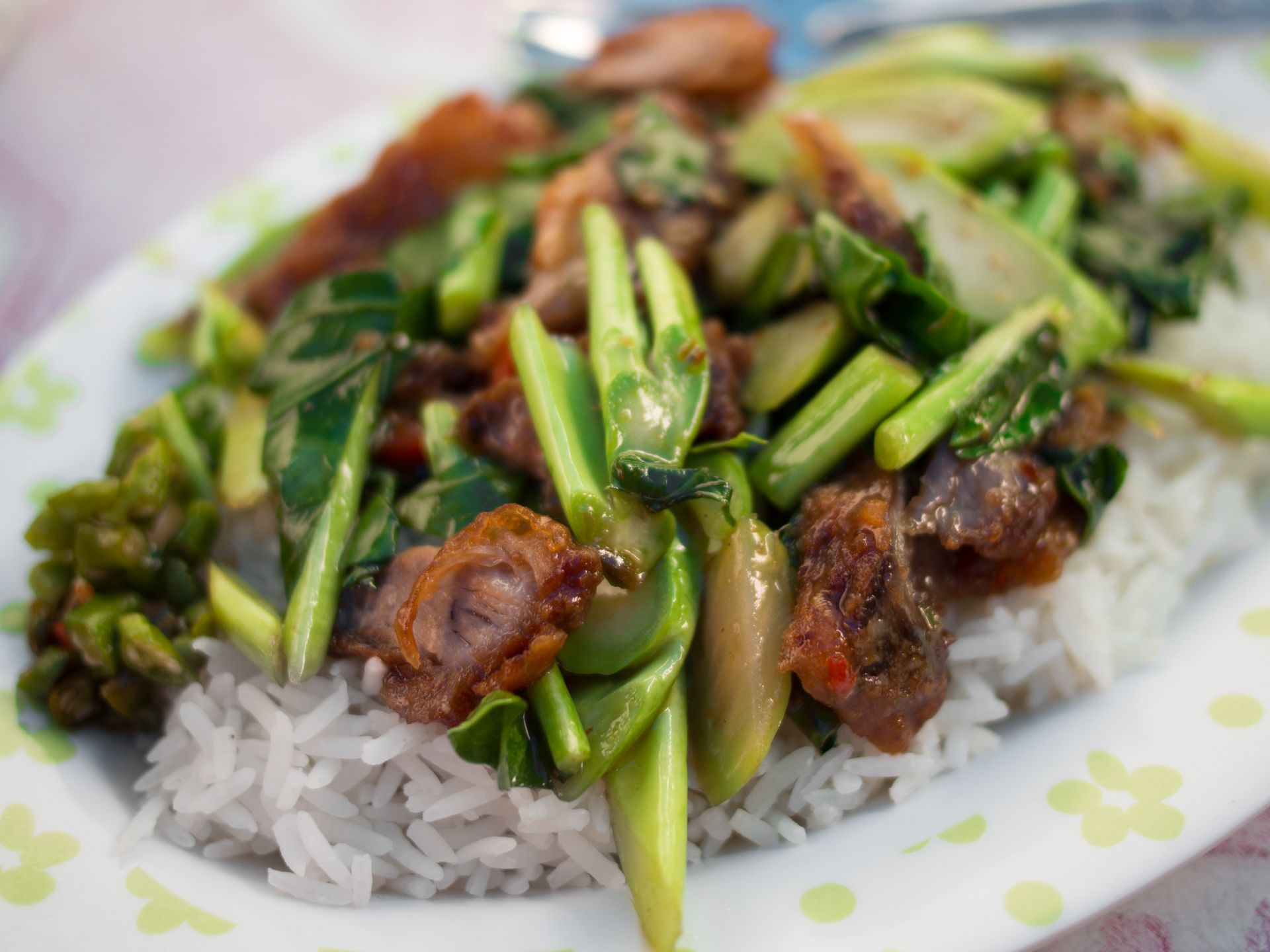
فات خانا مو كروب : بروكلي صيني مقلي على الطريقة التايلاندية مع لحم خنزير مقرمش.